# Lee Harvey Oswald

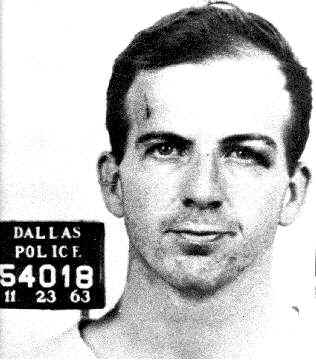
Lee Harvey Oswald nach der Verhaftung (1963)

Lee Harvey Oswald (* 18. Oktober 1939 in New Orleans, Louisiana; † 24. November 1963 in Dallas, Texas) war der mutmaßliche Mörder des amerikanischen Präsidenten John F. Kennedy. Zwei Tage nach dem Attentat wurde Oswald im Polizeigewahrsam vom Nachtclub-Besitzer Jack Ruby erschossen.

## Leben

### Jugend
Oswald wurde 1939 in New Orleans als zweiter Sohn von Robert Edward Lee Oswald (1896–1939) und dessen Frau Marguerite Frances Claverie (1907–1981) geboren. Sein Vater war zwei Monate vor seiner Geburt gestorben. Oswald hatte einen Halbbruder aus der früheren Ehe seiner Mutter. Ende 1942 brachte die Mutter die drei Jungen in einem Waisenhaus unter, aus dem sie sie Anfang 1944 wieder zu sich holte. 1945 heiratete sie den Geschäftsmann Edwin Ekdahl, die Ehe wurde 1948 geschieden. 
Die Familie zog in Oswalds Jugend sehr häufig um – rund zwanzig Adressen von ihm sind bekannt, unter anderem in Fort Worth und der Bronx in New York City. Oswald war ein introvertiertes Kind, das häufig die Schule schwänzte. 1953 wurde deswegen von einem New Yorker Gericht eine dreiwöchige psychiatrische Untersuchung in einer Jugendstrafanstalt angeordnet, die eine Persönlichkeitsstörung mit schizoiden Aspekten und passiv-aggressiven Tendenzen zeigte. 
Insbesondere das Verhältnis zu seiner Mutter, einer sowohl dominierenden als auch emotional instabilen Frau, wird als problematisch beschrieben. Der anschließenden Unterbringung in einer Einrichtung für emotional gestörte Jugendliche entzog ihn die Mutter durch einen weiteren Umzug. In dieser Zeit entwickelte Oswald ein starkes Interesse am Marxismus. Er trat in einen regen Briefwechsel mit der Socialist Workers Party, wurde dort aber kein Mitglied.

### Militärische Laufbahn
Mit 16 Jahren trat er für kurze Zeit einer Miliz mit dem Namen Civil Air Patrol (CAP) in New Orleans bei. Der Einheit gehörte zeitweise auch der Pilot und spätere Privatdetektiv David Ferrie an, der in jenen Jahren an von der CIA gedeckten Geheimoperationen gegen Kuba beteiligt gewesen war. 
Im Oktober 1956 begann Oswald im Alter von 17 Jahren eine Ausbildung beim United States Marine Corps. Dort erwies er sich als leicht unterdurchschnittlicher Schütze: Bei einer Überprüfung mit dem Gewehr M1 erreichte er im dreistufigen amerikanischen System für qualifizierte Schützen knapp die erforderliche Schießleistung, die einer mittleren Einstufung (Sharpshooter) entsprach. Er wurde später in der Luftüberwachung tätig und im Naval Air Technical Training Center in Jacksonville in Florida am Radar ausgebildet. Oswald fiel dadurch auf, dass er sich als Marxist-Leninist bekannte. Er lernte während dieser Zeit Russisch und hatte die Prawda abonniert.
Im August 1957 wurde er nach Abschluss seiner Ausbildung auf dem geheimen Luftwaffenstützpunkt Atsugi in Japan stationiert, von wo aus die Lockheed U-2 – damals eines der geheimsten Projekte der United States Air Force – zu Spionageflügen in Richtung Sowjetunion und Volksrepublik China startete. Dort kam Oswald das erste Mal mit streng geheimen Informationen in Berührung.
Um einer Versetzung auf die Philippinen zu entgehen, wo er seine Ausbildung fortsetzen sollte, schoss sich Oswald im Oktober 1957 absichtlich mit seiner Pistole in den Arm. Ein Militärgericht verurteilte ihn wegen illegalen Waffenbesitzes zu zwanzig Tagen harter Arbeit, anschließend wurde er versetzt. Eine zweite Militärstrafe von 28 Tagen Strafarrest folgte im Juni 1958, nachdem er einem Sergeant ein Getränk über den Kopf gegossen hatte. Im November 1958 wurde Oswald auf der Marinebasis El Toro in Kalifornien stationiert, bat aber schon im August 1959 wegen des schlechten Gesundheitszustandes seiner Mutter um vorzeitige Entlassung, die ihm, vier Wochen vor dem regulären Ablauf seiner Dienstzeit, am 11. September 1959 gewährt wurde.

### In der Sowjetunion
Ursprünglich hatte Oswald vorgehabt, sich nach Kuba abzusetzen, wo Fidel Castros Bewegung des 26. Juli gerade die Macht übernommen hatte. Stattdessen fuhr er per Schiff von New Orleans aus nach Europa und reiste über Helsinki in die Sowjetunion ein. Am 16. Oktober 1959 erreichte er Moskau. In einem Brief vom 17. Oktober schrieb Oswald den sowjetischen Behörden, dass er sowjetischer Staatsbürger werden wolle. Daraufhin teilten ihm die zuständigen Behörden mit, dass sein Touristenvisum abgelaufen sei. Durch einen Suizidversuch gewann er Zeit. Am 31. Oktober wurde er in der amerikanischen Botschaft in Moskau vorstellig, um seine amerikanische Staatsbürgerschaft aufzugeben. Er wurde jedoch abgewiesen, da die zuständige Abteilung an diesem Tag nicht besetzt war.
Die sowjetischen Behörden wussten zu diesem Zeitpunkt nicht, ob sie Oswald vertrauen konnten oder ob er ein amerikanischer Agent war. So empfahl der KGB, ihm eine auf ein Jahr befristete Aufenthaltsgenehmigung zu erteilen und ihn gründlich zu überprüfen. Im ersten Jahr wurde er rund um die Uhr von Agenten des sowjetischen Geheimdienstes abgehört, und jedes seiner Worte wurde protokolliert. Er lebte weitgehend isoliert in einem Moskauer Hotel.
Am 8. Januar 1960 traf Oswald in Minsk ein. Am 13. Januar trat er dort in einer Fabrik, die unter anderem Radio- und Fernsehgeräte herstellte, eine ihm von den sowjetischen Behörden zugeteilte Stelle als Metallarbeiter an. Er erhielt 700 Rubel pro Woche, hatte Affären und genoss die Aufmerksamkeit, die ihm als Überläufer zuteilwurde. Seine befristete Aufenthaltsgenehmigung wurde ohne Schwierigkeiten verlängert, wobei ihm die Umwandlung seiner ehrenhaften Entlassung bei den Marines in eine unehrenhafte im September zupass gekommen zu sein schien. 
Später lernte er die Pharmakologiestudentin Marina Nikolajewna Prussakowa kennen, die Nichte eines Obersten des sowjetischen Geheimdienstes, die ihn auf Grund seines Akzents zunächst für einen Balten hielt. Sie heirateten am 30. April 1961. Ihr erstes Kind, June Lee Oswald, wurde am 15. Februar 1962 geboren.

### Rückkehr in die Vereinigten Staaten
Schon bald war Oswald in der Sowjetunion unzufrieden: Die Sowjets hätten die Lehre von Karl Marx „pervertiert“, so sein Eindruck. Am 13. Februar 1961 bat er die amerikanische Botschaft um Hilfe bei der Rückkehr, seine Frau beantragte ein Visum für die Vereinigten Staaten. Über ein Jahr später, am 10. Mai 1962, teilte man ihm mit, dass seine Rückreise in die Vereinigten Staaten arrangiert sei. Auch die sowjetischen Behörden legten ihnen keine Steine in den Weg. Am 13. Juni 1962 kehrte Oswald mit seiner Familie in die Vereinigten Staaten zurück. Das Außenministerium schoss ihm die Reisekosten vor und stellte ihm einen Pass aus.
Unmittelbar nach der Ankunft der Oswalds in New York City zog die Familie nach Fort Worth in Texas. Dort suchte Oswald Kontakte zu Exilrussen, denn seine Frau konnte kein Englisch und litt unter Heimweh. Auf diesem Weg lernte er George de Mohrenschildt kennen, einen wohlhabenden russischen Adligen mit Geheimdienstkontakten. Mohrenschildt stellte ihm auch Michael (* 1928) und Ruth Paine (* 1932) vor, die in Irving (Texas) lebten, einem Vorort von Dallas. Das getrennt lebende Ehepaar war politisch links orientiert und wollte Russisch lernen. Insbesondere Ruth Paine begann, sich um die Oswalds zu kümmern, deren Ehe kriselte.
Am 8. Oktober 1962 siedelten die Oswalds nach Dallas um. Dort arbeitete Oswald zunächst in einer Schweißerei, kündigte aber nach drei Wochen und nahm eine Arbeit bei der Firma Jaggars-Stovall-Chiles an, die unter anderem militärische Landkarten für die United States Army, das Verteidigungsministerium der Vereinigten Staaten und andere Behörden herstellte. Zu den Bereichen mit den als geheim eingestuften Dokumenten hatte Oswald keinen Zugang. Allerdings benutzte er die zur Verfügung stehende Ausrüstung der Firma, um sich falsche Ausweispapiere auf den Namen Alek James Hidell anzufertigen. Nachdem seine Vorgesetzten schon vorher Grund zur Klage wegen Oswalds schlechter Arbeitsleistung und seines ungehobelten Verhaltens gehabt hatten – mehrmals war es in der Firma beinahe zu Handgreiflichkeiten gekommen –, kündigten sie ihm am 1. April 1963, weil er in der Kantine die sowjetische Satirezeitschrift Krokodil gelesen hatte.

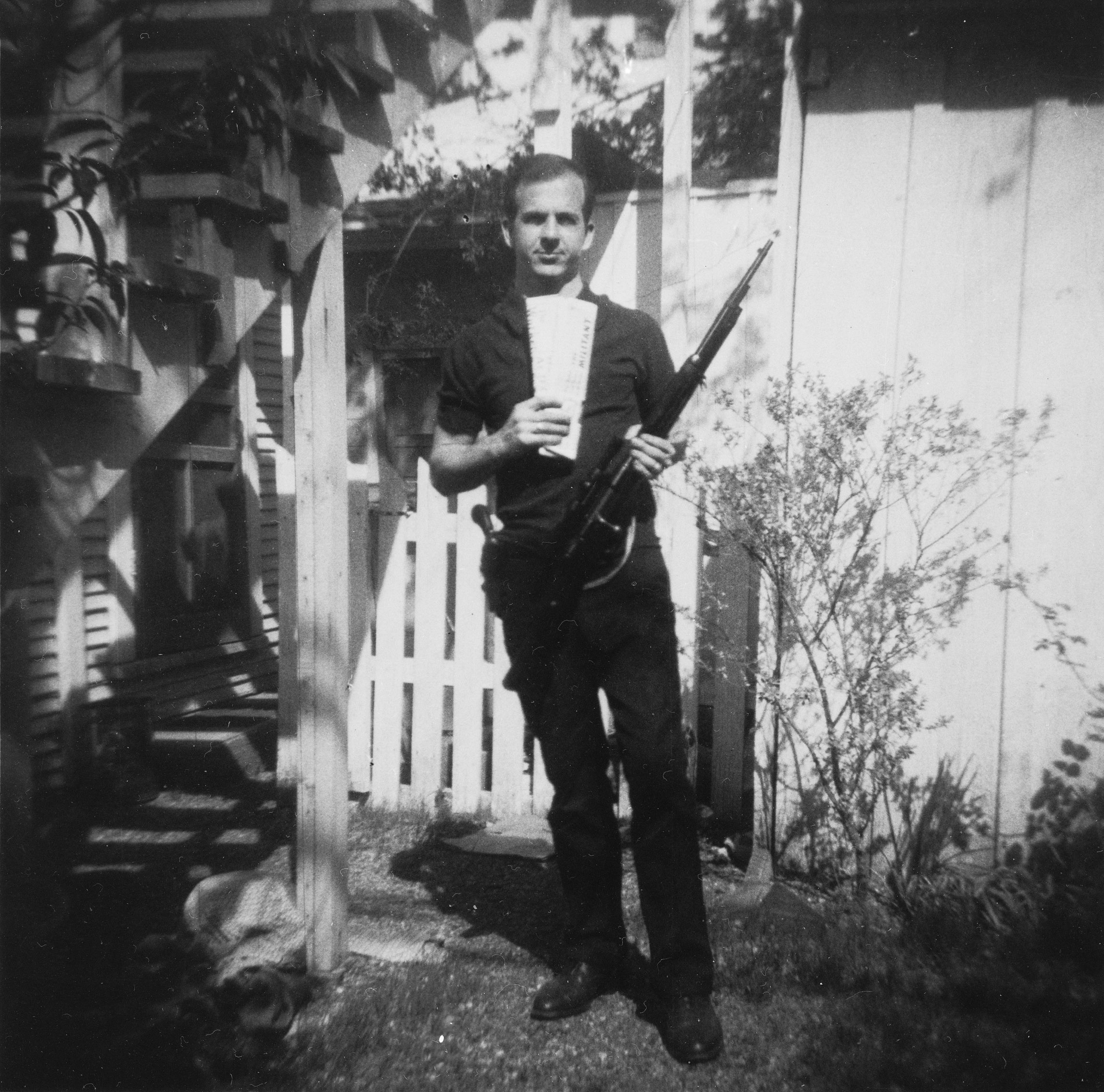
Eines der „Backyard-Photos“ vom 31. März 1963

Einen Tag vor seiner Kündigung ließ sich Oswald im Hinterhof seines Hauses in Dallas fotografieren. Auf den Bildern posierte er mit einem Gewehr, einer Pistole sowie den kommunistischen Zeitungen The Militant und The Worker. Um seine revolutionäre Gesinnung zu beweisen, schickte er sie an The Militant, wo man sich über die Naivität des Absenders wunderte, der ein trotzkistisches und ein stalinistisches Blatt gleichzeitig präsentierte.
Marina Oswald sagte später wiederholt aus, sie habe die Bilder aufgenommen; die Warren-Kommission akzeptierte sie als Beweisstücke. Auch das House Select Committee on Assassinations kam 1979 zum Schluss, dass sie authentisch seien. Oswald hatte die Fotos nach seiner Verhaftung als Fälschung bezeichnet. Der Bezirksstaatsanwalt von New Orleans, Jim Garrison, hielt das Bild für eine Fotomontage, weil der Schatten von Oswalds Körper in eine andere Richtung weise als der seiner Nase. Dieser Argumentation folgten verschiedene Theorien, die die Alleintäterschaftstheorie bezweifeln. Nach Untersuchungen von Hany Farid, einem Professor für Informatik am Dartmouth College in New Hampshire, ist der Schattenfall aber natürlich und die Bilder nicht manipuliert.
Zehn Tage später, am 10. April 1963, versuchte Oswald, den außer Dienst stehenden rechtsradikalen Major General Edwin A. Walker zu erschießen. Dieser war 1961 von Präsident Kennedy seines Kommandos enthoben worden, weil er Propagandaschriften der John Birch Society unter seinen Untergebenen verteilt hatte. Daraufhin hatte Walker den Militärdienst verlassen und war nach Texas zurückgekehrt. Oswald benutzte für diesen Anschlag das Gewehr, das auf dem am 31. März aufgenommenen Foto zu sehen ist und das er sich im selben Monat unter seinem falschen Namen A. Hidell an ein Postfach schicken ließ. Auch einen Revolver erwarb er zu dieser Zeit auf dem Postwege. Oswald hatte Walkers Haus schon mehrere Tage vorher beobachtet und auch Fotos gemacht. Für den Fall, dass er nach dem Anschlag festgenommen werden würde, hinterließ er seiner Frau eine auf Russisch verfasste Notiz. 
Walker saß im Esszimmer seines Hauses und arbeitete an seiner Steuererklärung, als aus etwa dreißig Meter Entfernung auf ihn geschossen wurde. Die Kugel wurde durch den hölzernen Fensterrahmen abgelenkt und verletzte den Ex-General nur am Unterarm. Die Polizei in Dallas hatte Oswald nach dem gescheiterten Mordanschlag nicht in Verdacht. Erst nach dem Attentat auf den Präsidenten wurden die erwähnte Notiz und die Fotos von Walkers Haus in seiner Wohnung gefunden. Daraufhin gab auch seine Witwe an, dass Oswald vorgehabt habe, den General zu erschießen, er habe ihr aber erst nach dem Anschlag davon erzählt.
Im April 1963 fuhr Oswald nach New Orleans, wo er zunächst bei seinem Onkel Charles Murret wohnte, einem Buchmacher und Kleinkriminellen mit Beziehungen zur amerikanischen Mafia. Murret lieh ihm Geld, bis Oswald eine Anstellung bei der Reily Coffee Company fand. Im Mai 1963 siedelte auch seine Familie nach New Orleans um.

### Die Monate vor dem Attentat
Im Sommer 1963 versuchte Oswald, die Szene der antikommunistischen Exilkubaner in New Orleans zu unterwandern. So bot er Carlos José Bringuier an, als Ex-Marine Exilkubaner auszubilden und beim Sturz Castros zu helfen. Gleichzeitig engagierte er sich für die Organisation Fair Play for Cuba Committee, dessen einziges Mitglied in New Orleans er war. Auf Flugblättern, die er verteilte, protestierte er gegen eine mögliche amerikanische Invasion Kubas. Als Adresse war New Orleans, Camp Street 544 aufgestempelt. Im selben Gebäude, wenn auch unter einer anderen Adresse, residierte der FBI-Agent Guy Banister. 
Wie Oswald den Druck des Flugblatts finanziert hatte, ist unbekannt. Sein Anwalt Dean Andrews berichtete später der Warren-Kommission, Oswald sei für das Verteilen bezahlt worden; es gibt auch eine Zeugenaussage, wonach ihm ein entsprechender Umschlag übergeben worden sein soll. Als er Exemplare dieses Flugblattes in der Canal Street verteilte, stellten ihn Bringuier und zwei andere Exilkubaner zur Rede und verprügelten ihn. Die Polizei nahm alle vier fest. Oswald wurde wegen Störung der öffentlichen Ordnung mit einem Bußgeld über 10 US-Dollar belegt. Sein Onkel Murret kontaktierte den Mafioso Emile Bruneau, der Oswald durch Hinterlegung einer Kaution auslöste.
Diese Vorgänge erregten die Aufmerksamkeit des Lokalreporters William Stuckey, der in seiner Radiosendung Latin Listening Post beim Sender WDSU darüber berichtete. Der Radiosender räumte Oswald im August zwei Termine zur Darlegung seiner Position ein, die er wahrnahm und in denen er sich als Anhänger Fidel Castros und als Marxist-Leninist ausgab.
Am 24. September 1963 verließ Oswald New Orleans. Seine Frau war bereits am 23. September mit Tochter June von Ruth Paine mit dem Auto nach Dallas geholt worden. Oswald selbst reiste per Bus nach Mexiko-Stadt, wo er vergebens versuchte, ein Visum für Kuba zu erhalten. Am 4. Oktober 1963 traf er wieder in New Orleans ein. Neun Tage später bekam er durch Vermittlung von Ruth Paine eine Anstellung im Schulbuchlager des Staates Texas, dem Texas School Book Depository. 
Am 20. Oktober kam seine zweite Tochter Audrey Marina Rachel Oswald zur Welt. Das Paar lebte zu der Zeit bereits getrennt: Marina lebte mit den Kindern in Irving, ihr Mann unter falschem Namen in Dallas. Ein Grund für den insgesamt unglücklichen Verlauf der Ehe waren Oswalds fortgesetzte Gewalttätigkeiten gegen seine Frau.

### Das Attentat auf John F. Kennedy
Am Morgen des 22. November 1963 nahm Lee Harvey Oswald seine Arbeit um 8:00 Uhr im Texas School Book Depository auf. Von dort aus soll er gegen 12:30 Uhr die tödlichen Schüsse auf den US-Präsidenten John F. Kennedy abgegeben haben. Anschließend soll Oswald seine Arbeit verlassen haben und zu seinem unter dem Namen O. H. Lee gemieteten Zimmer gegangen sein.

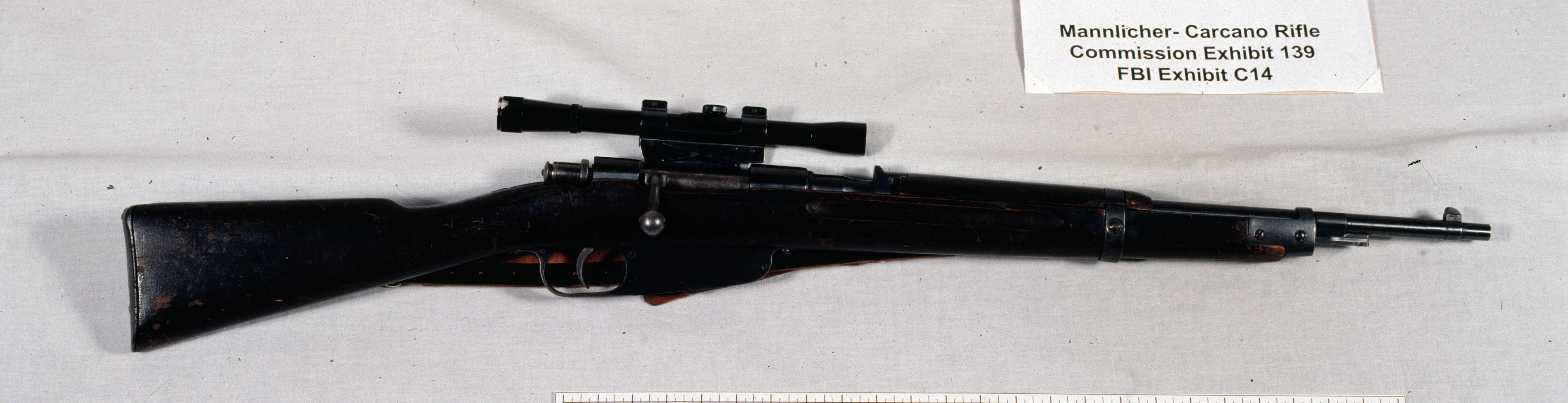
Das Gewehr vom Modell Mannlicher-Carcano, das im Schulbuchdepot gefunden wurde

Etwa 45 Minuten nach dem Attentat auf Kennedy erschoss Oswald den Polizisten J. D. Tippit, der sich auf Streife im Wohngebiet Oak Cliff befand. Der Tatort befand sich eine knappe Meile entfernt von Oswalds Wohnung, in der er laut Aussage seiner Vermieterin gegen 13 Uhr eingetroffen war, um sie wenige Minuten später wieder zu verlassen. Es wird vermutet, dass Tippit aufgrund der inzwischen verbreiteten Beschreibung des Tatverdächtigen im Kennedy-Mord Oswald anhielt, worauf dieser die Nerven verlor, den Polizisten niederschoss und zu Fuß flüchtete. Als Oswald gegen 13:50 Uhr im nahegelegenen Texas Theatre von rund 15 Polizeibeamten verhaftet wurde, trug er einen Revolver, der anhand der sichergestellten Kugeln in Tippits Leiche und der Patronenhülsen am Tatort als Tatwaffe in Frage kam.
Das Verhör nach Oswalds Verhaftung dauerte zwölf Stunden. Aufgezeichnet wurden seine Aussagen nicht, da dies im damaligen Standardverfahren der Polizei von Dallas bei einer Vernehmung nicht vorgesehen war. Von seinen Händen und seiner Wange nahm man Paraffinabgüsse, um sie chemisch auf Nitratspuren zu untersuchen. Das sollte Aufschluss darüber geben, ob er in den letzten Stunden Schusswaffen abgefeuert hatte. 
Die Testergebnisse an seinen Händen waren positiv, der an seiner Wange negativ, was Vincent Bugliosi auf Unterschiede in der Bauweise beider Waffenarten zurückführt: Während es in einem Revolver zwischen Patronenlager und Lauf eine Lücke gebe, aus der Pulverdampf entweichen könne, so sei dies bei einem Gewehr nicht der Fall.
Oswald bestritt die Ermordung des Polizisten. Auf die Frage, ob er Präsident Kennedy erschossen habe, antwortete er: „Ich habe niemanden erschossen!“ und „Man hat mich verhaftet, weil ich in der Sowjetunion gelebt habe!“ Als Oswald am folgenden Tag bei der ersten öffentlichen Vorstellung erfuhr, dass er des Mordes an Kennedy angeklagt werden sollte, rief er: „Ich bin nur ein Sündenbock!“ (I’m just a patsy!).
Bis zu einem Drittel aller Ohrenzeugen des Kennedy-Mords gaben an, die Schüsse seien nicht aus dem Schulbuchlager gekommen, sondern von einem Grashügel am Dealey Plaza. Knapp neun Prozent hatten vier oder mehr Schüsse gehört. In der akademischen historischen Forschung zum Leben und zur Politik Kennedys herrscht die Ansicht vor, dass Oswald als Einzeltäter den Präsidenten erschossen hat.

### Oswalds Ermordung

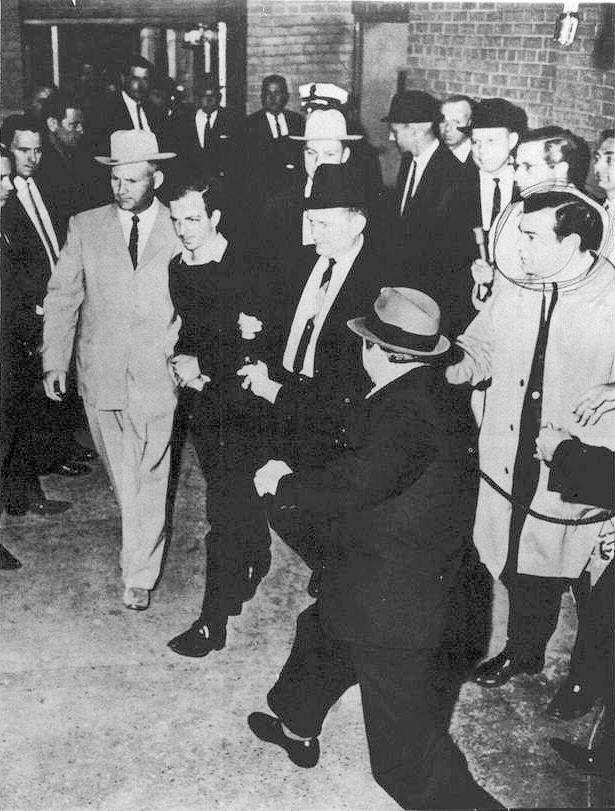
Attentat auf Lee Oswald während seiner Überführung ins Staatsgefängnis von Dallas

Am 24. November 1963, zwei Tage nach seiner Verhaftung, wurde Oswald um 11:21 Uhr von dem Nachtclub-Besitzer Jack Ruby bei der Überführung in das Staatsgefängnis von Dallas in den Bauch geschossen. Er starb um 13:07 Uhr im Parkland Hospital der Stadt. Er wurde 24 Jahre alt.
Ruby hatte das Polizeigebäude ungehindert betreten können, der Mord ereignete sich vor laufenden Kameras. Die Tatsache, dass die Warren-Kommission im Ermittlungsverfahren Beweise unterschlagen und wichtige Zeugen nicht zugelassen hatte, trug ebenso wie die Rolle des Opfers – einer Symbolfigur für ein sich erneuerndes Amerika – erheblich zu den bis heute andauernden Kontroversen und Verschwörungstheorien im Mordfall bei. Lee Harvey Oswald wurde auf dem Shannon Rose Hill Memorial Park in Fort Worth, Texas beigesetzt. 
1981 wurde Oswalds Leiche exhumiert, um den im Zuge dieser Theorien entstandenen Verdacht zu überprüfen, ein anderer sei an seiner Stelle beerdigt worden und Oswalds sterbliche Überreste befänden sich an einem geheimen Ort. Der Verdacht bestätigte sich nicht.

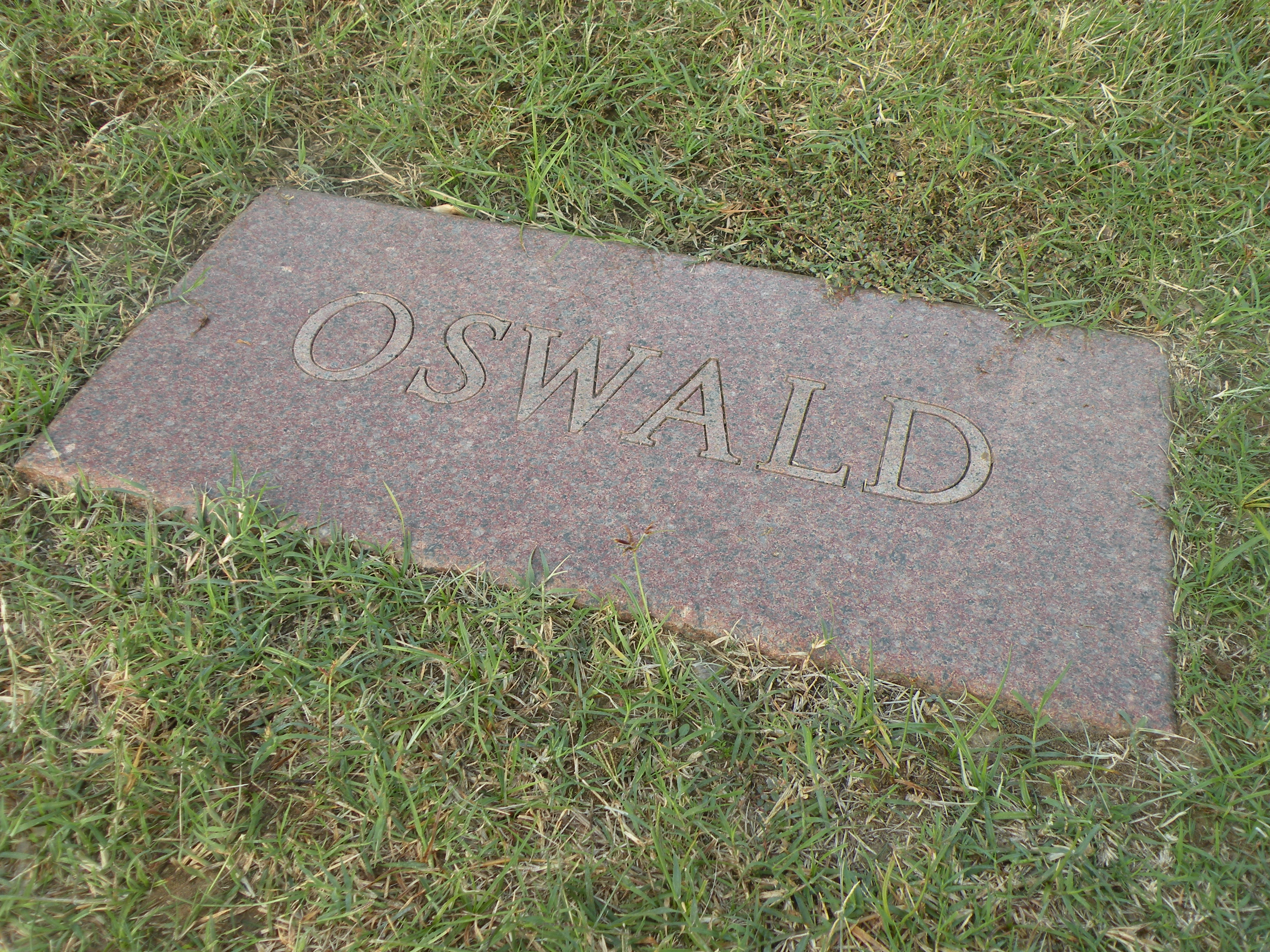
Oswalds Grab im Shannon Rose Hill Memorial Park, Fort Worth

## Rezeption in der Belletristik
Die amerikanischen Schriftsteller Don DeLillo und Norman Mailer verarbeiteten die Lebensgeschichte Oswalds in ihren Büchern Sieben Sekunden (1988) bzw. Oswald’s Tale: An American Mystery (1995).
Das Werk Der Anschlag von Stephen King ist ein umfassend recherchierter Zeitreise-Roman über die Ereignisse des Kennedy-Attentats.

## Film und Fernsehen
- Ruby and Oswald – Der Fernsehfilm (1978) von Mel Stuart hält sich vor allem an die Ergebnisse der Warren-Kommission.
- In dem Spielfilm JFK – Tatort Dallas (1991) von Oliver Stone wird Oswald von Gary Oldman gespielt.
- Im Dokumentarfilm Rendezvous mit dem Tod: Warum John F. Kennedy sterben musste aus dem Jahr 2006 vertritt Wilfried Huismann die These, Lee Harvey Oswald habe im Auftrag des kubanischen Geheimdienstes gehandelt.
- Parkland – Spielfilm (2013) von Peter Landesman, in dem offenbleibt, ob Oswald Kennedys Mörder ist.
- 11.22.63 – Der Anschlag (2016), eine Fernsehserie, die auf dem gleichnamigen Roman von Stephen King basiert. Darin will ein Zeitreisender das Attentat auf Kennedy verhindern. Oswald wird von Daniel Webber gespielt.

## Popkultur
Im Lied I’m Just a Patsy (‚Ich bin nur ein Sündenbock‘) der Manic Street Preachers wird Oswald namentlich erwähnt. Ein Sample des „Patsy“-Ausspruches wird ebenfalls verwendet.